# Лишня (Тернопольская область)

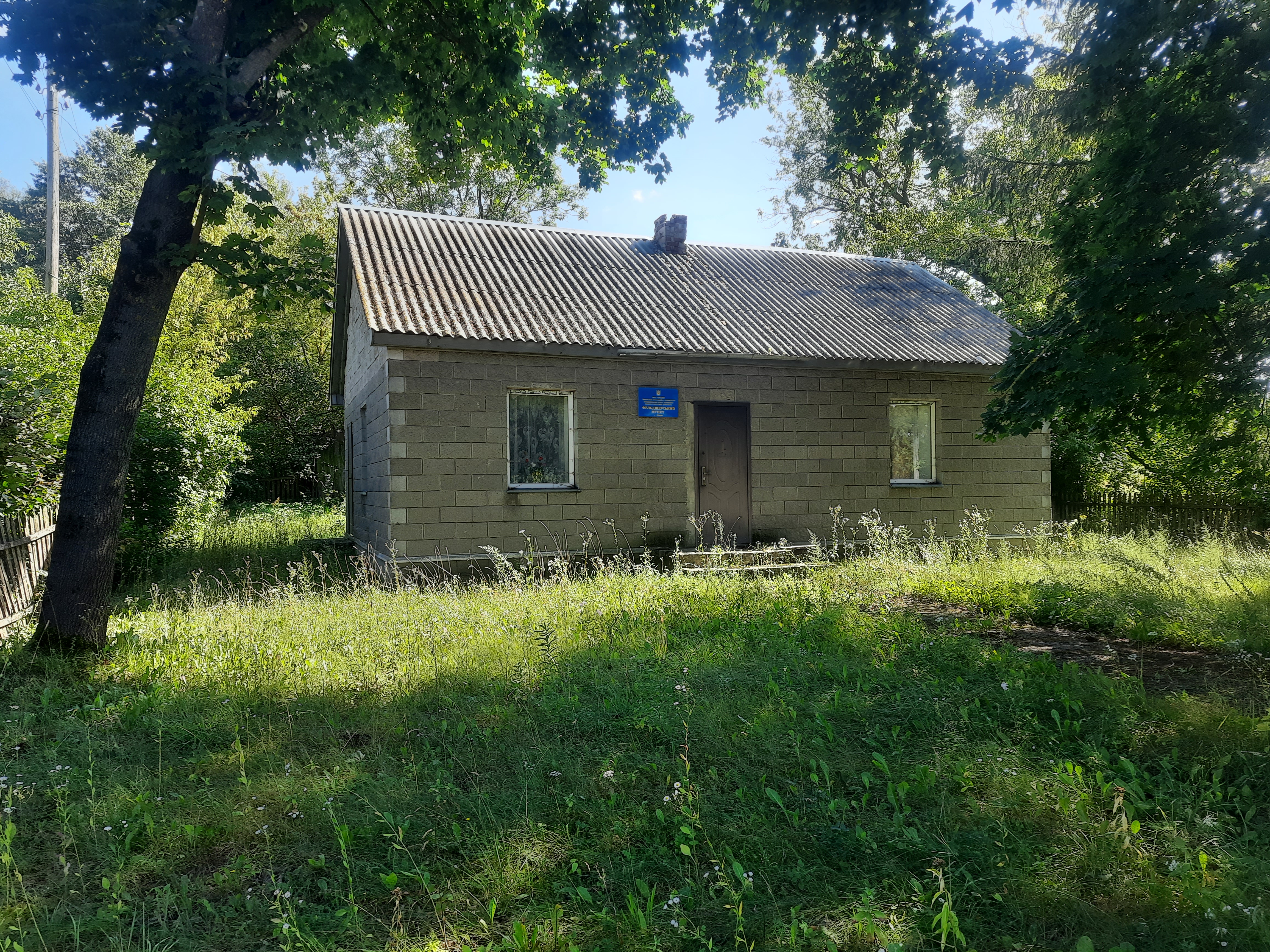
Фельдшерско-акушерский пункт в селе Лишня, Кременецкий район, Тернопольская область.

Лишня (укр. Лішня) — село в Кременецкой городской общине Кременецкого района Тернопольской области Украины.
Код КОАТУУ — 6123480704. Население по переписи 2001 года составляло 192 человека.

## Географическое положение
Село Лишня находится у истоков реки Людомирка,
на расстоянии в 2 км от села Голуби и в 3-х км от села Стожок.
К селу примыкает большой лесной массив.

## История
- 1607 год — дата основания.